# Valmestroff
Valmestroff é uma comuna francesa na região administrativa de Grande Leste, no departamento de Mosela. Estende-se por uma área de 3,78 km². Em 2010 a comuna tinha 316 habitantes (densidade: 83,6 hab./km²).